# Giovanni Bernardino Rodriguez

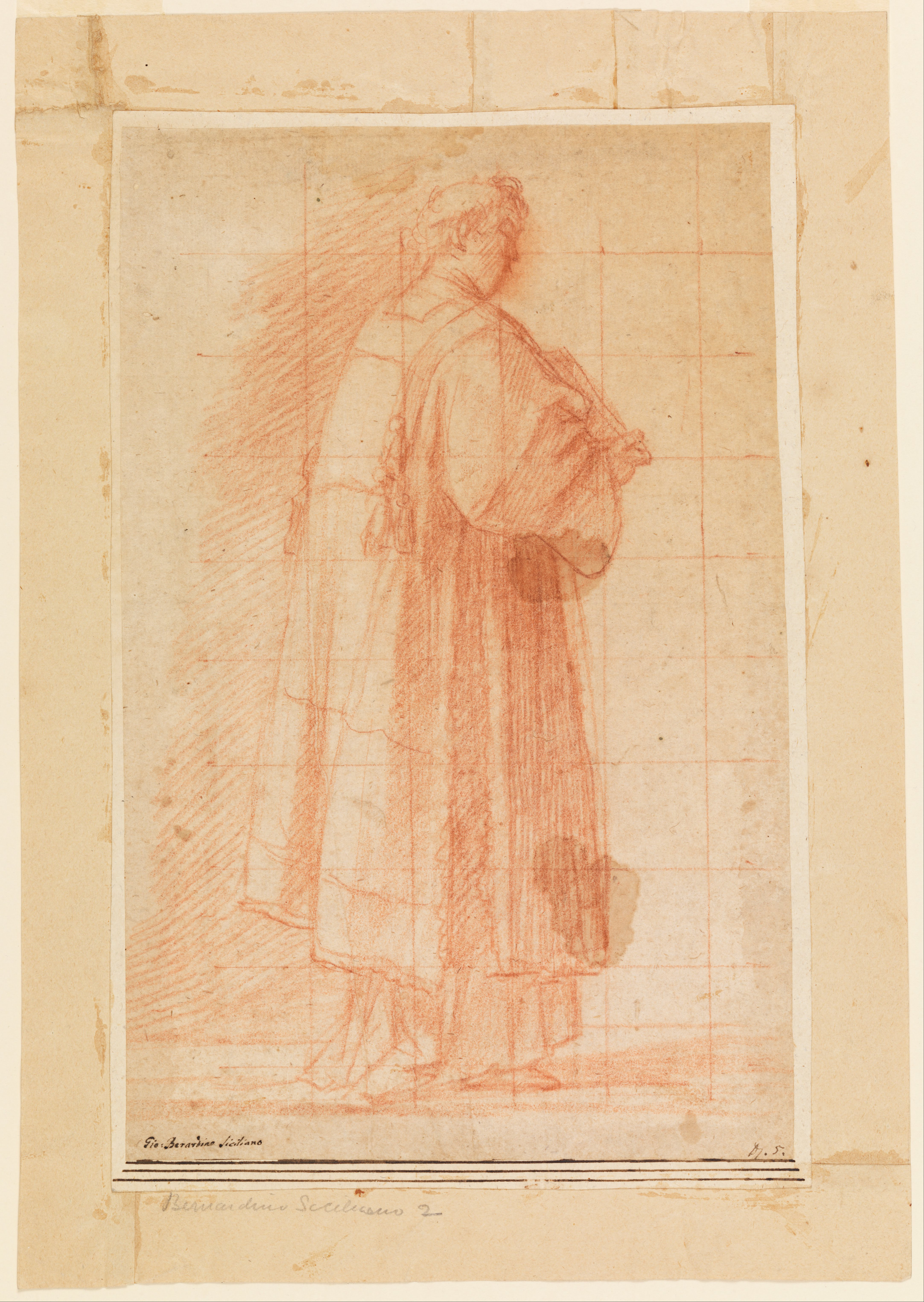
Tavola monocromatica raffigurante Clerico legge un libro.

Giovanni Bernardino Rodriguez, noto anche Giovanni Bernardino Siciliano (1600 circa – 1667), è stato un pittore e scultore italiano.

## Biografia
Figlio del pittore Alonso, particolarmente attivo a Napoli assieme allo zio Luigi.

## Opere
- XVII secolo, "Santa Caterina", dipinto, opera documentata nella chiesa di Santa Maria La Nuova di Napoli.[1]
- XVII secolo, "Vergine col Bambino", dipinto, opera documentata nella chiesa del Gesù Nuovo di Napoli.[2]
- XVII secolo, "San Carlo", dipinto, opera documentata nella chiesa del Gesù Nuovo di Napoli.[2]
- XVII secolo, "Madonna del Soccorso", dipinto, opera custodita nella chiesa di Santa Maria del Soccorso all'Arenella di Napoli.[3]
- XVII secolo, "Ciclo", completamento degli affreschi coro, opere realizzate nella Certosa di San Martino di Napoli.[3]
- XVII secolo, "Ciclo", affreschi coro, opere realizzate nella chiesa della Santissima Trinità delle Monache di Napoli.[3]
- XVII secolo, "Santissima Triade", dipinto, opera documentata nella chiesa della Santissima Trinità delle Monache di Napoli.[3]
- XVII secolo, "Ciclo", affreschi, opere realizzate nella chiesa di Santa Chiara di Napoli.[3]
- XVII secolo, "Rosario", dipinto, opera documentata nella chiesa di Gesù e Maria di Napoli.[3]
- XVII secolo, "Rosario", dipinto, opera documentata nella chiesa di Santa Maria della Sanità dell'Ordine dei frati predicatori di Napoli.[3]
- XVII secolo, "San Domenico", dipinto, opera documentata per la «Congregazione del Monte di Dio» presso la chiesa di Santa Maria della Sanità dell'Ordine dei frati predicatori di Napoli.[3]
- XVII secolo, "Vergine del Carmine" raffigurata tra San Simone Stock e Sant'Onofrio, dipinto, opera documentata nella chiesa della Concezione degli Spagnoli di Napoli.[4]
- XVII secolo, "Ciclo", affreschi, opere realizzate nella chiesa di Santa Maria degli Angeli alle Croci dei Padri Teatini di Napoli.[4]
- XVII secolo, "San Carlo", dipinto, opera documentata nella chiesa di Santa Maria degli Angeli alle Croci dei Padri Teatini di Napoli.[4]
- XVII secolo, "Vergine", scultura del volto della statua, opera documentata nella chiesa di Santa Maria della Sanità dell'Ordine dei frati predicatori di Napoli.[4]
- XVII secolo, "Vergine", scultura del volto della statua, opera documentata nella «Congregazione del Monte di Dio» presso la chiesa di Santa Maria della Sanità dell'Ordine dei frati predicatori di Napoli.[4]